# Danakilia franchettii
Danakilia franchettii – zagrożony gatunek słodkowodnej ryby z rodziny pielęgnicowatych (Cichlidae).

## Występowanie
Jezioro Afrera (Afdera) w północnej Etiopii. Występuje głównie w pobliżu gorących źródeł, wpływających do jeziora oraz na otaczających je bagnach.

## Opis
Osiąga do 7 cm długości.